# Anne Cassidy
Anne Cassidy, född 1952 i London, är en brittisk författare. Hon arbetade som lärare i några år innan hon blev författare på heltid. Hon specialiserar sig på deckare och thrillers för tonåringar. Flera av hennes ungdomsromaner är översatta till svenska. I "En andra chans" tar hon upp ett kontroversiellt ämne, en tonåring som mördat som barn.

## Verk översatta till svenska
- Morden i East End. Inom familjen, 2000 (A family affair)
- Morden i East End. Sista hållplatsen, 2000 (End of the line)
- Morden i East End. Enkelriktad gata, 2002 (No through road)
- En andra chans, 2007 (Looking for JJ)
- Glöm mig inte, 2009 (Forget Me Not)
- Besatt, 2009
- Tid Att Dö, 2012 (Dead Time)
- Vid min sida, 2013

## Priser och utmärkelser
Booktrust Teenage Prize 2004 för En andra chans